# تلستا
تلستا (به لاتین: Tlstá) یک کوه در اسلواکی است که در Martin District واقع شده‌است. تلستا ۱٬۳۷۳٫۳ متر بالاتر از سطح دریا واقع شده‌است.